# Chaetodon gardineri
Chaetodon gardineri là một loài cá biển thuộc chi Cá bướm (phân chi Rabdophorus) trong họ Cá bướm. Loài này được mô tả lần đầu tiên vào năm 1939.

## Từ nguyên
Từ định danh gardineri được đặt theo tên của nhà động vật học người Anh John Stanley Gardiner, Thư ký Ủy ban của nhà hải dương học John Murray trong cuộc thám hiểm đến Ấn Độ Dương, chuyến đi mà mẫu định danh của loài cá này được thu thập.

## Phạm vi phân bố và môi trường sống
Từ Socotra, C. gardineri được phân bố dọc theo bờ biển phía nam bán đảo Ả Rập ngược lên phía bắc đến vịnh Oman và vịnh Ba Tư, về phía đông đến Sri Lanka và biển Andaman (bờ tây Thái Lan); C. gardineri cũng được biết đến ở Pakistan và phía bắc đảo Sumatra (Indonesia).
C. gardineri sống tập trung trên các rạn viền bờ và được tìm thấy ở độ sâu đến ít nhất là 91 m, thường bắt gặp phổ biến ở độ sâu hơn 25 m (ít khi được nhìn thấy ở độ sâu nông hơn 15 m).

## Mô tả
C. gardineri có chiều dài cơ thể lớn nhất được ghi nhận là 17 cm. Loài này có màu trắng, vây lưng và thân sau sẫm đen. Hai bên thân có các đốm vàng xếp thành những hàng sọc chéo. Đầu có một dải đen viền vàng băng dọc qua mắt; nắp mang được viền vàng ở rìa. Vây lưng có viền vàng dọc theo rìa. Vây hậu môn màu vàng tươi, có một đường sọc xanh lam gần rìa. Vây đuôi có màu vàng, rìa sau trong suốt. Vây bụng màu trắng. Vây ngực trong suốt.
Kiểu hình của C. gardineri khá giống với Chaetodon selene, một loài ở Tây Thái Bình Dương, nhưng thay vì là một vùng màu đen, thân sau của C. selene chỉ là một dải đen dọc theo gốc vây lưng xuống vây hậu môn.
Số gai ở vây lưng: 12; Số tia vây ở vây lưng: 20–22; Số gai ở vây hậu môn: 3; Số tia vây ở vây hậu môn: 18–19; Số tia vây ở vây ngực: 14; Số gai ở vây bụng: 1; Số tia vây ở vây bụng: 5; Số vảy đường bên: 33–37.

## Sinh thái học
C. gardineri là loài ăn tạp, thức ăn của chúng bao gồm các loài thủy sinh không xương sống nhỏ và tảo. Chúng thường kết đôi với nhau, có thể hợp thành những nhóm nhỏ.

## Thương mại
C. gardineri là một loài được xuất khẩu trong ngành kinh doanh cá cảnh nhưng không phổ biến.